# Vlad I. Uzurpator
Vlad I. Uzurpator (romunsko Vlad I Uzurpatorul, Uzurpator) je bil vlaški vojvoda, sin vojvode Dana I.  iz Basarabske dinastije, ki je uzurpiral prestol Mircee I. Vlaškega. Vladal je od oktobra 1394 do januarja 1397, * ni znano, † okrog 1397.

## Življenje
Vlad, ki se je že pred prihodom na oblast bojeval z Mirceo I. za vlaški prestol, je izkoristil njegov beg v Transilvanijo po porazu s Turki leta 1395 in s podporo Moldavije, Osmanskega cesarstva in Poljske zasedel zahodno Vlaško (Oltenijo) in se razglasil za vlaškega vladarja. Isto leto je s turško pomočjo odbil poskus ogrskega kralja, da na vlaški prestol vrne Mirceo I..
Leta 1396 je Vlad priznal nadoblast poljskega kralja Vladislava II. Jagiela. Naslednje leto je zavrnil pošnjo ogrskega kralja Sigismunda Luksemburškega za sodelovanje v križarskem pohodu proti Osmanskemu cesarstvu. Križarji so bili v bitki pri Nikopolju leta 1396 poraženi. Vlad je zaradi svoje proturške politike izgubil podporo bojarjev in bil decembra 1396 prisiljen pobegniti iz države. Na begu ga je transilvanski vojvoda  Știbor ujel in izročil Ogrski. Januarja 1397 se je na vlaški prestol vrnil Mircea I..

## Sklic
1. ↑  Mellish, Elizabeth; Green, Nick. Walachian voivodes 1247-1859. Eliznik web pages. Pridobljeno  11. maja 2013.

## Vira
- Иоан-Аурел Поп, Иоан Болован. История Румынии. издательство ВЕСЬ МИР, Moskva, 2005.
- Казаку, Матей Дракула, В.И. Удовиченко (prevajalec). Этерна, 2011, str. 320. ISBN 5-480-00195-7, ISBN 978-5-480-00195-2.

| Vlad I. Uzurpator Rojen: ni znano Umrl: okrog 1397 |                                  |                      |
| Vladarski nazivi                                   |                                  |                      |
| Predhodnik: Mircea I.                              | Vlaški knez 1394/1395– 1396/1397 | Naslednik: Mircea I. |